# Perfect Passions
Perfect Passions – album muzyczny (koncertowy) amerykańskiego saksofonisty tenorowego Archie Sheppa. Nagrania zarejestrowano w Warszawie (Polska) w październiku 1978 podczas koncertów Jazz Jamboree. Płyta wydana 19 grudnia 1995 przez wytwórnię WestWind.

## Muzycy
- Archie Shepp – saksofon tenorowy, śpiew
- Siegfried Kessler – fortepian
- Wilber Little – kontrabas
- Clifford Jarvis – perkusja

## Lista utworów
| 1. | "Mama Rose" (Archie Shepp)                                                  | 26:39 |
|    |                                                                             |       |
| 2. | "Lush Life" (Billy Strayhorn)                                               | 20:01 |
|    |                                                                             |       |
| 3. | "In A Sentimental Mood" (muz. Duke Ellington sł. Irving Mills, Manny Kurtz) | 8:49  |
|    |                                                                             |       |
|    |                                                                             | 55:29 |
|    |                                                                             |       |

## Informacje uzupełniające
- Łączny czas trwania – 55:30
- Zdjęcie (okładka) – Kurt Schötteldreier
- Zdjęcia – Ssirus W. Pakzad
- Wytwórnia – West Wind (część firmy ITM Media, która z powodu swego podejścia do problematyki praw autorskich nie ma dobrej reputacji w środowisku muzyków jazzowych)[2]